# Борија
Борија је насељено мјесто у општини Калиновик, Република Српска, БиХ. Према попису становништва из 2013. у насељу је живјело 43 становника.

## Географија
Село Борија налази се у источном дијелу Општине Калиновик, на граници са Општином Фоча.

## Становништво
Према попису становништва из 1991. године, мјесто је имало 113 становника.
| Националност | 1991. |
| Срби         | 113   |
| Укупно       |       |

| Демографија | Демографија | Демографија |
| Година      | Становника  | Становника  |
| ----------- | ----------- | ----------- |
| 1961.       | 361         |             |
| 1971.       | 292         |             |
| 1981.       | 190         |             |
| 1991.       | 113         |             |
| 2013.       | 43          |             |

## Знамените личности
- Рајко Петров Ного, српски пјесник и књижевник